# Eva Parera
Eva Parera i Escrichs (Barcelona, 27 de agosto de 1973) es una abogada, empresaria y política española. Desde diciembre de 2021 y hasta su disolución en 2023 fue presidenta de Valents, siendo concejal por este partido en el Ayuntamiento de Barcelona en el mandato 2019-2023. Entre 2021 y 2022 fue diputada en el Parlamento de Cataluña como independiente por el Partido Popular Catalán. 

## Biografía
Licenciada en Derecho por la Universidad Abad Oliva CEU, cursó después un posgrado por la Universidad de Barcelona en gestión fiscal y financiera de entidades deportivas. Es socia fundadora del despacho de letrados, Premiums Sport Legal, especializado en el ámbito del deporte profesional. También es conferenciante.
En 2006 se incorporó a Unió Democràtica de Catalunya (UDC), donde fue miembro de su Comité de Gobierno y responsable de política sectorial. En las elecciones municipales de 2007 fue elegida concejal del ayuntamiento de Corbera de Llobregat, donde ocupó la concejalía de Economía y Hacienda. También fue consejera comarcal del Bajo Llobregat. En febrero de 2011, durante el final de la IX Legislatura, fue designada senadora por el Parlamento de Cataluña. En enero de 2013, ya en la X Legislatura, renovó el escaño en el Senado también dentro del cupo designado por el parlamento catalán. En su actividad como miembro de la cámara alta, en su primer mandato fue secretaria segunda de la Mesa del Senado. Fue portavoz adjunta del grupo catalán de Convergència i Unió, miembro de la Diputación Permanente, de la Comisión Mixta Congreso-Senado para la Unión Europea, vocal titular del Consejo de Europa y vocal titular de la delegación española en la Asamblea Parlamentaria del Consejo de Europa, entre otras responsabilidades. En 2014 dejó su escaño en el Senado para incorporarse como Consejera del Consejo del Audiovisual de Cataluña. Militó en el partido catalanista Units per Avançar, heredero de Unión Democrática de Cataluña, desde su fundación hasta finales de 2018. 
En las elecciones municipales de 2019 se presentó como número 4 en la lista de Barcelona pel Canvi, liderada por de Manuel Valls, obteniendo el acta de concejal en el ayuntamiento de Barcelona. Junto a Manuel Valls, votó a favor de la investidura de Ada Colau como alcaldesa. Con esta actuación, evitaron que Esquerra Republicana de Catalunya, liderada por Ernest Maragall, gobernara la ciudad de Barcelona. Fue secretaria general de Barcelona pel Canvi y concejal portavoz del grup municipal de dicho partido en el Ayuntamiento de Barcelona.
En enero del 2021, con la vista puesta en las elecciones catalanas del 14 de febrero, se integró como independiente de Barcelona pel Canvi en la lista del PPC, siendo escogida diputada del Parlamento de Cataluña. 
En diciembre de 2021, tras la salida de Manuel Valls de Barcelona pel Canvi, el partido cambió el nombre por Valents, convirtiéndose en la nueva presidenta de la formación y de su grupo municipal en el consistorio barcelonés. A raíz de este nuevo proyecto, el 22 de febrero de 2022 dejó su escaño como diputada del PP en el Parlamento de Cataluña.
En las elecciones municipales de mayo de 2023 fue candidata a la alcaldía de Barcelona como cabeza de lista de Valents, sin obtener representación en el consistorio. Tras este resultado, Parera anunció la inviabilidad económica del partido y su entrada en concurso de acreedores.